# Мартьянково (Московская область)
Мартьянково — деревня в Пушкинском районе Московской области России, входит в состав городского поселения Ашукино. Население — 6 чел. (2010).

## География
Расположена на севере Московской области, в северо-западной части Пушкинского района, примерно в 20 км к северу от центра города Пушкино и 34 км от Московской кольцевой автодороги. В радиусе 2 км от деревни берут начало реки Яхрома (бассейн Дубны), Вязь и Ольшанка (бассейн Клязьмы).
К деревне приписано пять садоводческих товариществ.
В 10 км к востоку проходит линия Ярославского направления Московской железной дороги, в 14 км к востоку — Ярославское шоссе М8, в 4,5 км к югу — Московское малое кольцо А107. Ближайшие населённые пункты — деревни Володкино, Луговая и Хлопенево.

## Население
| 1859 | 1890 | 1899 | 1926 | 2002 | 2006 | 2010 |
| ---- | ---- | ---- | ---- | ---- | ---- | ---- |
| 84   | ↘81  | ↘70  | ↗147 | ↘2   | →2   | ↗6   |

## История
Упоминается в 1729 году в деле Синодального Казённого Приказа о строительстве в сельце Мартьянкове деревянной церкви во имя Иоанна Воинственника. В 1769 году князем Василием Елисеевичем Оболенским село было продано Никите Фёдоровичу Спечинскому.
В «Списке населённых мест» 1862 года — владельческое село 1-го стана Дмитровского уезда Московской губернии по правую сторону Московско-Ярославского шоссе (из Ярославля в Москву), в 20 верстах от уездного города и 20 верстах от становой квартиры, при колодце и пруде, с 10 дворами, православной церковью и 84 жителями (43 мужчины, 41 женщина).
По данным на 1890 год — село Ильинской волости Дмитровского уезда с 81 жителем.
В 1913 году — 17 дворов, лесная дача Арманд.
По материалам Всесоюзной переписи населения 1926 года — село Герасимихинского сельсовета Софринской волости Сергиевского уезда Московской губернии в 12,8 км от Ярославского шоссе и 10,7 км от станции Софрино Северной железной дороги, проживало 147 жителей (61 мужчина, 86 женщин), насчитывалось 29 крестьянских хозяйств.
С 1929 года — населённый пункт в составе Пушкинского района Московского округа Московской области. Постановлением ЦИК и СНК от 23 июля 1930 года округа как административно-территориальные единицы были ликвидированы.
Административная принадлежность
1929—1954 гг. — деревня Даниловского сельсовета Пушкинского района.
1954—1957, 1962—1963, 1965—1994 гг. — деревня Луговского сельсовета Пушкинского района.
1957—1960 гг. — деревня Луговского сельсовета Мытищинского района.
1960—1962 гг. — деревня Луговского сельсовета Калининградского района.
1963—1965 гг. — деревня Луговского сельсовета Мытищинского укрупнённого сельского района.
1994—2006 гг. — деревня Луговского сельского округа Пушкинского района.
С 2006 года — деревня городского поселения Ашукино Пушкинского муниципального района Московской области.

## Достопримечательности

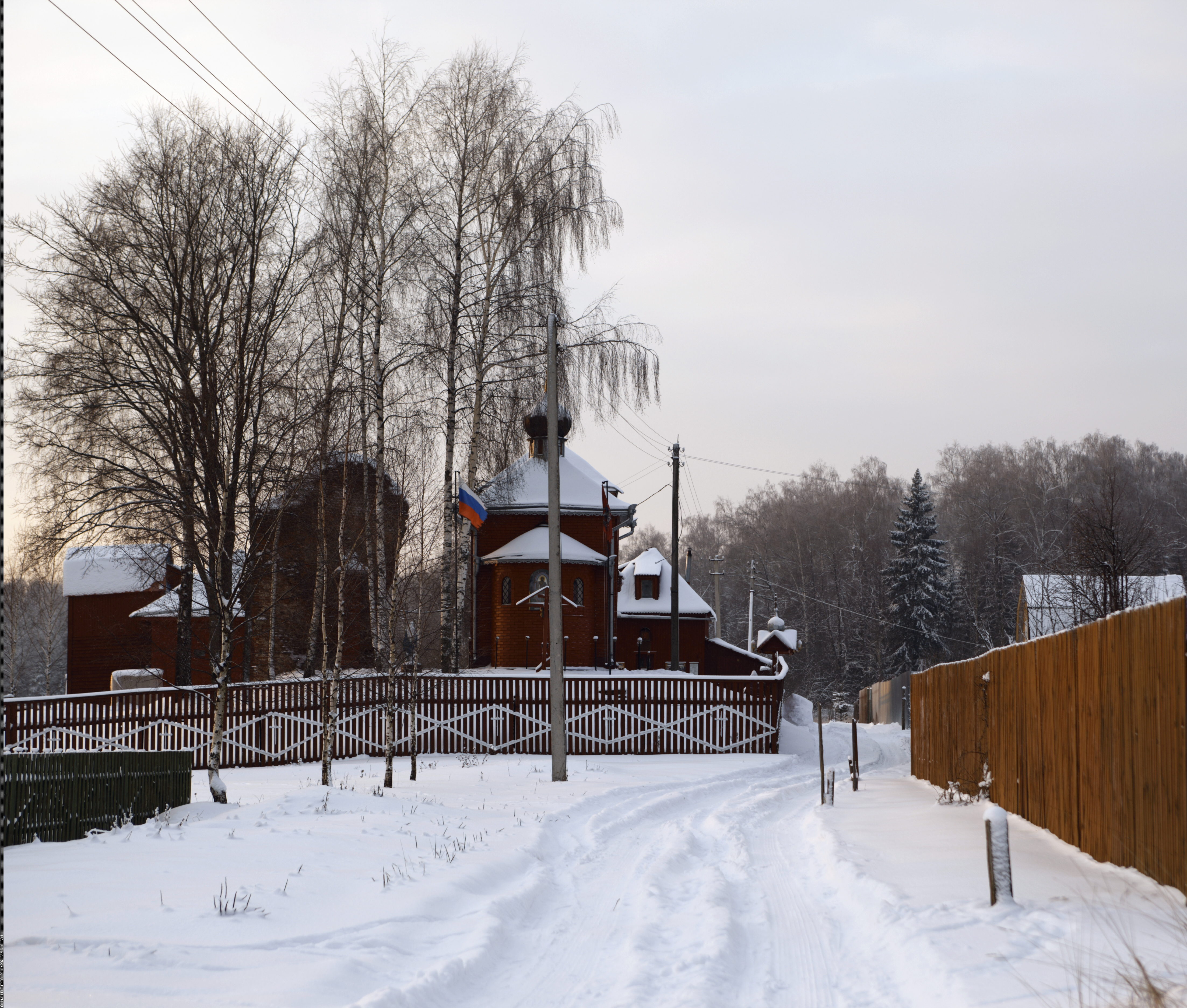
Церковь-часовня Иоанна Воина

- Церковь-часовня Иоанна Воина, построенная в 2000—2002 гг. на месте уничтоженной в 1958 году каменной однокупольной церкви 1802—1803 годов постройки. Приписана к храму в деревне Артёмово[18].